# シンデレラフィット
「シンデレラフィット」は、E-girlsの23枚目のシングル曲。2019年7月24日にrhythm zoneより発売された。

## 概要
- 「CD+DVD(初回生産限定盤)」、「CD+DVD」、「CDのみ」の全3形態でのリリース。
- 初回生産限定盤には60ページの写真集が付属される。

## 収録曲

### CD+DVD
CD
1. シンデレラフィット
作詞: 小竹正人、作曲: ArmySlick, Giz'Mo (from Jam9)
  - ミスタードーナツ「Tap! Tap! Tapioca!」、「コットンスノーキャンディ」CMソング
2. EG-ENERGY
作詞: michico、作曲: T.Kura, michico
  - テレビ朝日系『お願い!ランキング』2018年12月度エンディングテーマ
  - WOWOW『LPGA女子ゴルフツアー』2019シーズン番組テーマソング
  - キリンビバレッジ「キリンNUDA」CMソング
3. シンデレラフィット (Instrumental)

DVD
1. シンデレラフィット (Music Video)
2. EG-ENERGY (Making Film)

### CDのみ
1. シンデレラフィット
2. EG-ENERGY
3. シンデレラフィット (Instrumental)
4. EG-ENERGY (Instrumental)